# Spangler
Spangler was een dorp in de Amerikaanse staat Pennsylvania, maar die is nu gefuseerd met een gemeente gelegen in de noordwestelijke hoek van Cambria County. Het ligt in de vallei van de westkust van de rivier de Susquehanna tussen de heuvels van de Appalachian Mountains. Mede door de Susquehanna kwamen veel houthakkers naar de streek, er werden kleine boerderijen gebouwd en de stad is ontstaan in 1893. Er werd ontdekt dat er een mijn onder Spanglar zat die ze wilden gaat uitgraven. Die mijnbouwbedrijven hadden veel werknemers nodig, velen van hen kwamen uit Groot-Brittannië en Oost-Europa. Er werden spoorwegen gebouwd om de kolen te vervoeren en de stad bloeide van deze economische transport. Het gebied werd eerst bestuurd door Europeanen, vroeg in de 19e eeuw.

## Geboren
- Chris Columbus (1958), filmproducent en screenwriter

## Mijnramp 1922
Op 6 november, 1922 kwamen 79 mijnwerkers om bij een explosie in een mijn onder Spangler.

## Plaatsen in de nabije omgeving
Het onderstaande figuur toont nabijgelegen plaatsen in een straal van 12 km rond Spangler.